# 宮島彰
宮島 彰（みやじま あきら、1947年 - ）は、日本の官僚。富山県出身。元厚生労働省医薬局長。医薬品、医療機器の審査等を行う独立行政法人医薬品医療機器総合機構前理事長。

## 経歴
- 1970年 - 横浜国立大学経済学部卒業、厚生省入省。医務局医事課、在サンパウロ日本国総領事館領事、厚生省健康政策局医事課長、大臣官房総務審議官などを務める。
- 2001年1月 - 厚生労働省医薬局長就任。
- 2002年8月 - 厚生労働省医薬局長辞任。
- 2002年10月 - 医薬品副作用被害救済・研究振興調査機構理事長に就任。
- 2004年4月 - 新設の独立行政法人医薬品医療機器総合機構の発足に伴い、初代理事長に就任。
- 2008年1月 - 同理事長辞職。
- 2023年11月 - 瑞宝中綬章受章[1]。

## C型肝炎に関して
1964年に承認された血液製剤のフィブリノゲンの使用により、1980年代に健康被害が多発した薬害肝炎問題に関し、2002年3月-8月に行われた「フィブリノゲン製剤によるC型肝炎ウイルス感染に関する調査｣時の厚労省医薬局長で、その調査過程において、2002年7月に製薬企業が医療機関から収集した肝炎患者の症例報告として提出された薬害被害者の疑いがある418例の肝炎患者リスト（2002年8月公表）について、患者本人へ告知をしなかったことにより治療の機会を逸した患者が出た可能性があるという問題の責任を問うかたちで2008年1月に医薬品医療機器総合機構理事長を辞職。事実上の更迭とされている。
この問題については、2007年11月の「フィブリノゲン資料問題及びその背景に関する調査プロジェクトチーム」調査報告書において、患者への告知を行わなかったことにつき、責任があるとまでは言い切れなかったが、患者の視点に立って、告知に関する配慮があってしかるべきであるとされた。
さらに、2008年10月の「フィブリノゲン製剤投与後の418例の肝炎等発症患者の症状等に関する調査検討会」報告書において、症例報告のあった418例について2002年当時に患者への告知がなかったことによる治療への影響については、回答のあった111人のうち1人については、治療の開始時期の遅れに影響があった可能性も否定できなかったとされた。
- （参考1）「症例報告」＝医療機関から症例報告されている患者に対しては、一般的に、その診療に当たっている医師から病名・症状の告知があるものと考えられる。
- （参考2）｢肝炎対策に関する有識者会議報告書｣（2001年3月30日）＝感染者（フィブリノゲン製剤によるものも含む）のうち、未だ医療機関にアクセスしていないなど感染に気づいていない者が相当数いることにも鑑み、当面の最重要課題として、感染率の高い集団を中心とした呼びかけや普及啓発について、最優先で取り組むべきとされた。同会議の結論を踏まえ、2002年度から「C型肝炎等緊急総合対策」として、肝炎ウイルス検査等の実施、検査体制の強化、治療水準の向上、感染防止の徹底、普及啓発・相談指導の充実を実施した。

2002年10月に提訴された薬害C型肝炎訴訟は、2008年1月に和解が成立し、同月に「特定フィブリノゲン製剤及び特定血液凝固第Ⅸ因子製剤によるC型肝炎感染被害者を救済するための給付金の支給に関する特別措置法」が成立し、医薬品医療機器総合機構において200億円の基金により給付金の支給事務が行われている。

## 業績
- 厚労省医薬局長在任中（2001年1月-2002年8月）に取り組んだ主な事項は、次のとおり。
  - 2001年12月の「特殊法人等整理合理化計画」（閣議決定）において、医薬品副作用被害救済研究振興調査機構を廃止し、同機構、医薬品医療機器審査センター、医療機器センターに分散していた業務を統合し、独立行政法人を設置することが盛り込まれた（2002年12月に独立行政法人医薬品医療機器総合機構法が成立し、2004年4月に同機構は発足）。
  - 1996年11月に提訴されたクロイツフェルト・ヤコブ病訴訟について、2002年3月に和解が成立した。
  - サリドマイドやスモンなど医薬品の副作用による健康被害が多発したため、1979年5月にこれらの健康被害の迅速な救済を行う｢医薬品副作用被害救済制度｣ができたが、その後、血液製剤やヒト乾燥硬膜などによるHIV、HCVやCJDなどの感染被害が多発したため、生物に由来する原料や材料を使って作られた医薬品と医療機器による感染等の健康被害の救済について、2001年1月に「ヒト細胞組織等に由来する医薬品等による健康被害の救済問題に関する研究会」を開催し、その報告書を2002年3月に公表した(「生物由来製品感染等被害救済制度」は、2002年12月に成立した独立行政法人医薬品医療機器総合機構法に規定され、2004年4月に同機構の発足と同時に実施)。
  - 医薬品・医療機器に関する国際的な整合性、科学技術の進展（バイオゲノム・ナノテク等）などを踏まえて薬事法改正に取り組み、医薬品・医療機器の承認・許可制度の改正、市販後安全対策の充実、生物由来製品の規制強化、医療機器の安全対策の充実などを内容とする改正法案を2002年4月に国会提出し、同年7月に成立した。
  - エイズをはじめ血液製剤による問題が続発した状況を踏まえ、長年の懸案であった「採血及び供血あつせん業取締法改正」の改正に取り組み、名称を「安全な血液製剤の安定供給の確保等に関する法律」とし、基本理念、関係者の責務等の明確化、献血の推進、血液製剤に係る需給の適正化などを内容とする改正法案を、薬事法改正と共に2002年4月に国会提出し、同年7月に成立した。
  - 1980年代に健康被害が多発したフィブリノゲン製剤によるC型肝炎ウイルス感染について、当時の厚生省、製薬企業の対応等を検証・調査するため、2002年3月に調査チームを設置し、2002年8月に「フィブリノゲン製剤によるC型肝炎ウイルス感染に関する調査報告書」を公表した。

- 独立行政法人医薬品医療機器総合機構理事長在任中（2004年4月-2008年1月）に取り組んだ主な事項。
  - 2004年4月の独立行政法人医薬品医療機器総合機構の発足に伴い、第一期中期計画（2004年4月-2009年3月）を策定し、「より有効でより安全な医薬品医療機器をより早く国民の皆様に提供する」という理念の下、審査・安全・救済を業務の三本柱（セフテイ・トライアングル）として体制整備を図るとともに、特に欧 米で既に承認されている有効な新医薬品が我が国ではすぐ使用できない「ドラッグ・ラグ」の問題を解決するため、審査員等を317人から346人に増員することとした。
  - 2007年4月に総合科学技術会議の意見具申を踏まえ、2009年までに審査員等をさらに236人増員して582人とすることとした。なお、第二期中期計画（2009年4月-2014年3月）においては、審査、安全対策等の充実のために同計画の期末までに751人に増員されることになっている。